# Aimoin de Fleury
Pour l’article homonyme, voir Aimoin de Saint-Germain-des-Prés.
Aimoin de Fleury, Aimoinus Floriacensis, est un chroniqueur français du Moyen Âge né vers 965 à Villefranche-de-Longchapt ou à Francs, et mort à l'abbaye de Fleury à Saint-Benoît-sur-Loire après 1008.

## Biographie
Aimoin entre chez les bénédictins de l'abbaye de Fleury vers 980, alors qu'il est encore enfant. Il y devient disciple de l'abbé Abbon de Fleury, dont il écrit la Vie, après l'avoir vu assassiné au cours d'un voyage à l'abbaye de la Réole en 1004.

## Œuvres

### Historiæ Francorum
On a de lui des Historiæ Francorum Libri IV (à ne pas confondre avec le Liber historiæ Francorum), « la plus ancienne compilation importante des sources de l'histoire de France » composé avant 1004 puisque sur l'ordre d'Abbon. Le projet initial visait l'histoire des Francs depuis les origines jusqu'à l'avènement de Pépin le Bref. L'œuvre devait tenir en quatre livres précédés d'une introduction sur la géographie de la Gaule et de la Germanie. Le dernier livre ne va que jusqu'en 654, 16e année du règne de Clovis II, soit que l'auteur ne l'ait jamais terminé, soit que nous en ayons perdu la fin.

« Aimoin non seulement ne cite pas ses auteurs, mais il leur ajoute de son propre fonds, les modifie, brouille leur chronologie, se met en contradiction avec eux et s'expose de gaieté de cœur aux critiques qui, disait-il, ne devaient pas l'émouvoir. De plus, son récit n'est qu'une brève indication des faits, qu'il ne cherche pas à faire revivre avec leurs détails, et dont il ne recherche ni les causes ni les conséquences. »

— Dictionnaire d'histoire et de géographie ecclésiastique 1909, col. 1186
Cette chronique a été publiée par :
- Guillaume Petit (sous le nom d'Annonius, De regum procerumque Francorum origine gestisque, 1514[4])[5] ;
- Jean Nicot (1567)[5] ;
- Jacques du Breul (Histoire des Francs, 1602 (ou 1603 ?))[5] : il conclut l'œuvre originale jusqu'à la fin du chap. xl du livre IV ; la première continuation va jusqu'au milieu du chap. xlvii du livre V, et la seconde continuation termine le livre V au chap. lvii[6] ;
- Selon Molinier : Jean du Bois (dans la Bibliotheca Floriacensis, 1605)[5] — mais Migne écrit que cette édition, indiquée à tort par Fabricius, n'a pas existé[7] ;
- Marquard Freher (Recueil d'historiens de France, 2e partie, 1613)[7],[n 3] ;
- André Du Chesne[n 4] (Recueil des historiens français, vol. 3, 1-120, 1641)[5] ;
- dom Bouquet (Rerum gallicarum et francicarum scriptores, vol. 3, 21-143, 1738 ou peu après) ;
- et Jacques-Paul Migne (Patrologiae cursus completus, 1853)[5].

Elle a servi de base à ce qu'on appelle les Chroniques de Saint-Denis, qui en sont une continuation revue et complétée, commencée à l'abbaye de Saint-Germain-des-Prés à la fin du XIe siècle, puis poursuivie à l'abbaye de Saint-Denis.

#### LesContinuations
De nombreux auteurs utilisent pour référence la (ou les) Continuation(s), mais sans autre détail il est impossible de savoir de laquelle (ou desquelles) il s'agit ; d'autant que les historiens eux-mêmes, y compris ceux relativement récents, se contredisent aussi. Ainsi selon Viard, une première continuation, écrite au XIe siècle, va de 654 à 1015.
Mais selon Luce, la première partie des Continuations commence par les origines franques telles que décrites par Aimoin et se termine en 1031. Cet exemple est représentatif des nombreuses dichotomies parsemant les études de ces Continuations ; c'est dire à quel point le tout est confus. Compliquant encore l'approche de ces manuscrits, certains auteurs leur donnent une référence chiffrée, d'autres les citent par un sigle de lettre. Pascale Bourgain a rassemblé nombre de ces indications en 1999.
Molinier signale que « Les continuations jusqu'à 1165 proviennent de Sens et de Saint-Germain des Prés ». Sens est rarement mentionné dans ce contexte. Bourgain nous renseigne : il s'agit du monastère de Saint-Pierre-le-Vif, où Luce suppose que vers 1015 la compilation arrive avec un moine de Fleury emmené par l'archevêque Seguin ou par son neveu Rainard que Seguin a nommé abbé de Saint-Pierre-le-Vif ; une copie en est interpolée vers la fin du siècle à Saint-Germain-des-Prés (noter cependant que Seguin n'est archevêque de Sens que de 978 à 999).
Manuscrit latin 12711, sigle G
Originaire de Saint-Germain-des-Prés, il commence avec Aimoin. Il comporte 175 folios, en deux parties qui correspondent à une continuation en deux étapes. Il est complété par des mentions relatives à Saint-Germain, insérées à leur place chronologique tout au long du récit. Les mêmes textes, avec intercalation de quelques autres, se retrouvent dans le manuscrit Vatican Reg. lat. 550
- La première partie

Elle est homogène d'aspect et d'écriture mais non de contenu ; elle est rédigée sur deux colonnes. Selon Viard, elle va de 654 à 1015 ; selon Luce elle commence par les origines franques telles que décrites par Aimoin et se termine en 1031.

Elle a été datée par Ferdinand Lot de la fin du XIe siècle et par Jean-François Lemarignier entre 1063 et 1103.
Se basant sur la similitude avec un groupe de manuscrits historiques contemporains, Jean Dérens identifie le copiste comme Gislemar, chancelier de l'abbaye vers 1070. 

Gislemar — si c'est bien lui le copiste — supprime le dernier chapitre du livre IV d'Aimoin, qui ne l'intéresse pas car il porte sur la fondation de l'abbaye de Fleury ; il ne met plus de titre aux différentes sections et, la plupart de temps, passe d'une source à l'autre à l'intérieur d'une même colonne, sans aller à la ligne.
- La seconde partie

Assez courte, elle est écrite au XIIe siècle et s'arrête à la naissance de Philippe-Auguste en 1165. Écrite par deux scribes différents, elle commencerait soit entre 1137 et 1139, soit entre 1169 et 1179, et se termine en 1165 à la naissance de Philippe-Auguste.
Manuscrit latin 5925, sigle P
Les textes qui le composent sont ceux du manuscrit latin 12711 avec des additions successives ; ses têtes de chapitres sont marquées par des initiales filigranées alternativement rouge sur bleu et bleu sur rouge.
Il est le point de départ de l'effort historiographique à Saint-Denis au XIIIe siècle, et aussi celui des Grandes chroniques de France. Il est certainement l'un des manuscrits qu'on proposait à l'attention des historiens venus travailler à l'abbaye ; ce travail s'est fait sur un choix de textes déjà établi. Il existe d'autres compilations assez proches de celle de Saint-Denis, au moins pour le début, et qui lui ont servi de base. Les éditeurs s'en sont servis pour éditer les textes qui ne se retrouvent pas ou peu dans d'autres manuscrits, comme les biographies de Philippe Auguste ou de Louis VII (pour ce dernier c’est l'unique manuscrit connu). Le début du manuscrit a été beaucoup moins utilisé.
Il porte de rares annotations médiévales mais peu d'annotations de l'époque moderne et pas de renvois à l’édition ; cela laisse penser qu'il est sorti d'usage plus tôt que G et P, se trouvant déclassé à Saint-Denis par le manuscrit P régulièrement augmenté et continué. Les éditeurs successifs du Pseudo-Turpin et ceux de la Vita Ludovici Grossi de Suger citent et classent P, mais pas lui. Il est tombé dans l'oubli jusqu’à ce qu'il devienne la propriété de Denis Petau et, subséquemment, venu à la connaissance d'André Du Chesne. Il est resté moins connu et peu signalé par les historiens du XVIIe siècle.
Manuscrit Vatican, Reg. lat. 550
(Le « Reg. » est mis pour « Reginensi ».) 

Ce manuscrit est créé à Saint-Denis (sigle R), à la fin du XIIe siècle ou dans les premières années du XIIIe siècle. Lui aussi est écrit sur deux colonnes,. Il porte deux fois la mention, d'une encre légèrement différente : Vincentius cantor me fecit fieri (fin XIIIe siècle ?), mais on n'a pas autrement connaissance de ce chantre Vincent.
Il appartient ensuite à Denis Pétau (1583-1652) avant de passer à la reine Christine (1626-1689) ; après le décès de cette dernière en 1689, sa bibliothèque est achetée par Pietro Ottoboni (1610-1691), futur Alexandre VIII ; la bibliothèque de ce dernier est à son tour achetée par le Vatican vers le milieu du XVIIIe siècle. 

Il contient essentiellement les mêmes textes que le manuscrit G, sauf pour les ajouts concernant Saint-Germain-des-Prés qui ne figurent pas dans le manuscrit du Vatican ; par contre celui-ci inclut, combinés avec le texte d'Aimoin, les Gesta Dagoberti primi et l'entièreté d'Eginard et du Chronique du Pseudo-Turpin,.

### Autres œuvres
Il a aussi écrit : 
- un poème Translatio Patris Benedicti (litt : « Transfert du [corps de notre] Père Benoît ») au sujet transfert des reliques du Mont-Cassin à l'Abbaye de Fleury.
- un De miraculis S. Benedicti libri II qui donne le récit des miracles attribués à saint Benoît depuis le règne d'Eudes à celui de Robert le Pieux. C'est une source d'information pour l'histoire du temps et spécialement sur celle de l'abbaye de Fleury.
- un Sermo in festivitatibus S. P. Benedicti libri II. Recueil de tous les éloges en vers ou en prose de Benoît que l'auteur a recueilli.
- un Vita et martyrium S. Abbonis abbatis (litt. : « Vie et martyre de saint Abbon, abbé ») où l'auteur a donné le meilleur de lui-même, aussi bien pour le fond que pour la forme littéraire.
- une Histoire des abbés de Fleury, aujourd'hui perdue.